# Дюрова, Любовь Осиповна
Любовь Осиповна Дюрова (настоящая фамилия Дюр, в замужестве Каратыгина; 1805—1828) — русская драматическая актриса, артистка Императорских Петербургских театров; старшая сестра Николая Дюра, первая супруга Петра Каратыгина.

## Биография
Родилась в 1805 году, на два года раньше своего брата, русского артиста Николая Осиповича Дюра, в Санкт-Петербурге. Их дед француз, Жан Батист Дюр, бежал во время Французской революции в Польшу, где стал придворным живописцем Станислава Понятовского и был убит во время возмущения Костюшки. Его сын, Жозеф, едва спасшись, приехал в Петербург, открыв парикмахерскую; назывался русифицированным именем Осип. Он познакомился со многими артистами русской труппы и женился на сестре русской танцовщицы Е. И. Колосовой.
Л. О. Дюрова поступила в Санкт-Петербургское театральное училище на драматическое отделение, где училась у драматурга князя А. А. Шаховского; оказала влияние на выбор младшего брата: учась в Петербургском театральном училище в балетном классе у Ш. Л. Дидло, он также перешёл в драматический к А. А. Шаховскому.
Любовь Осиповна, окончив училище, была принята в Петербургскую драматическую императорскую труппу; дебютировала в 1821 году ролью Агнесы в комедии «Школа женщин» Мольера. По свидетельству современников, она сразу же стала любимицей публики.
Незадолго перед смертью она вышла замуж за Петра Андреевича Каратыгина; чуть раньше, в 1827 году, её двоюродная сестра Александра стала женой другого из братьев, В. А. Каратыгина. Через несколько месяцев после замужества, в 1828 году, Л. О. Дюрова скончалась от чахотки. Была похоронена на Смоленском православном кладбище; могила не сохранилась.

П. А. Каратыгин в своих театральных мемуарах, названных им «Записками», писал о ней так:
«Первая моя жена была Любовь Осиповна Дюрова (ученица кн. Шаховского), родная сестра известного артиста Николая Осиповича Дюрова. Она так же, как и брат её, была в своё время любимицей публики. Она скончалась в том же 1828 году».

## Роли в театре
- «Ревнивая жена» (комедия) — Евгения
- «Игра любви и случая» (комедия) — Сильвия
- «Севильский цирюльник» Бомарше — Розина
- «Эдип в Афинах» В. А. Озерова (трагедия) — Антигона
- "Урок женатым"  А. А. Шаховского (комедия) - Княгиня